# Matěj Fichtner
Matěj Fichtner (* 2. června 1984) je český politik, v letech 2013 až 2017 poslanec Poslanecké sněmovny PČR, od roku 2010 zastupitel Městské části Praha 8 (v letech 2010 až 2012 také radní, mezi roky 2014 až 2018 a od roku 2022 místostarosta) a člen hnutí ANO 2011.

## Život
Absolvoval bakalářské studium zbraní a munice na Fakultě vojenských technologií Univerzity obrany, v magisterském studiu pokračoval na Technické fakultě České zemědělské univerzity v Praze a na Policejní akademii ČR, absolvoval také management na Fakultě managementu Univerzity Komenského v Bratislavě. Působil v Akademii věd ČR, pracoval jako analytik pro Vojenské zpravodajství, Českou národní banku a pojišťovnu UNIQA. Založil občanské sdružení Občané Prahy 8.

## Politické působení
Do politiky vstoupil, když byl v komunálních volbách v roce 2010 zvolen jako člen TOP 09 na kandidátce této strany do Zastupitelstva Městské části Praha 8. V listopadu 2010 byl navíc zvolen radním městské části. Na začátku roku 2012 ale z TOP 09 vystoupil a v květnu 2012 na funkci radního městské části rezignoval z důvodu podvodného jednání, neboť zneužíval služební auto k osobním účelům.
V prvním kole volby prezidenta ČR v roce 2013 aktivně podporoval Vladimíra Franze, ve druhém kole pak podpořil Miloše Zemana.
V roce 2013 vstoupil do hnutí ANO 2011, za něž kandidoval ve volbách do Poslanecké sněmovny PČR v roce 2013 z pátého místa kandidátky v Hlavním městě Praze a byl zvolen. Je místopředsedou pražské organizace hnutí ANO 2011.

V komunálních volbách v roce 2014 pak pozici zastupitele městské části za hnutí ANO 2011 obhájil, společně s ČSSD, Zelenými a s podporou KSČM složili osmičkovou radu a Matěj Fichtner se stal neuvolněným místostarostou s gescemi audit, finance, organizační rozvoj Úřadu MČ Praha 8. V roce 2016 byl obviněn kandidátem na budoucího ředitele ZŠ Glowackého P8 z ovlivňování konkurzu na ředitele ZŠ. Obvinění nebylo prokázáno. Vítěz konkurzu – pan Josef Buchal – následně napsal zastupitelům:
„… Pan místostarosta …se na mě obrátil se svými osobními návrhy, 'že mě jmenuje' ředitelem ZŠ Glowackého, P8 za předpokladu, že přítomnou účastnici schůzky jmenuji svojí zástupkyní. Jako další varianty uváděl, že ještě může výsledky konkurzu zrušit nebo že může ředitelkou školy jmenovat druhou účastnici schůzky. Uvedenou personální podmínku jsem odmítl, na prvním místě proto, že v případě jmenování ředitelem se sluší, aby se tento nejprve osobně setkal a jednal s úřadujícím zástupcem ředitele. Výsledek takové schůzky nelze předem předjímat. Na každý pád, každý zodpovědný ředitel školy si do svého vedoucího týmu jmenuje takové spolupracovníky, o nichž je přesvědčen, že ve spolupráci s nimi se mu podaří naplnit koncepční záměr školy. Je to jeho právo a současně zodpovědnost. Je smutné, pokud je jmenování nového ředitele podmiňováno personálními požadavky…“
Ve volbách do Poslanecké sněmovny PČR v roce 2017 obhajoval svůj poslanecký mandát za hnutí ANO 2011 v Praze, ale neuspěl.
V komunálních volbách v roce 2018 obhájil mandát zastupitele městské části Praha 8, z opozičních lavic podporovalo hnutí ANO vládu ODS, TOP 09, STAN a Patriotů, a Matěj Fichtner se stal ředitelem městské firmy Správa tepelného hospodářství.
Po komunálních volbách 2022 znovu obhájil mandát zastupitele Prahy 8. Na ustanovujícím jednání zastupitelstva městské části Praha 8 byl zvolen neuvolněným místostarostou pro školství.